# Warta Bolesławiecka
Warta Bolesławiecka es un municipio rural y una localidad del distrito de Bolesławiec, en el voivodato de Baja Silesia (Polonia).

## Geografía
La localidad de Warta Bolesławiecka se encuentra en el suroeste de Polonia, a unos 9 km al sudeste de Bolesławiec, la capital del distrito, y a unos 97 al oeste de Breslavia, la capital del voivodato. El municipio limita con otros seis —Bolesławiec, Chojnów, Gromadka, Lwówek Śląski, Pielgrzymka y Zagrodno— y tiene una superficie de 110,44 km² que abarca, además de la localidad de Warta Bolesławiecka, a Iwiny, Jurków, Lubków, Raciborowice Dolne, Raciborowice Górne, Szczytnica, Tomaszów Bolesławiecki, Wartowice y Wilczy Las.

## Demografía
En 2011, según la Oficina Central de Estadística polaca, el municipio tenía una población de 8204 habitantes.